# Stazione di Molinella
La stazione di Molinella è una stazione ferroviaria a servizio del comune di Molinella. È posta sulla ferrovia Bologna-Portomaggiore. La stazione, inaugurata nel 1887, sorge in pieno centro urbano, nella zona nord della cittadina, a circa 700 metri dal centro storico.

## Storia
Negli anni del dopoguerra esisteva uno scambio nei pressi della stazione che permetteva ai treni merci che trasportavano barbabietole di entrare nello "Zuccherificio di Molinella", uno dei più importanti della regione. Lo Zuccherificio, tuttavia, a partire dagli anni 1990 ha terminato la produzione e nel 2007 è stato demolito.

## Strutture e impianti
La stazione è costituita da un fabbricato viaggiatori con sala d'attesa, un marciapiede e un piazzale esterno.
Il piazzale è dotato di 2 binari attivi, più due di servizio.
Il marciapiede a servizio del binario 2 è stato ricostruito a settembre 2024, sopprimendo l'attraversamento a raso del binario e consentendo l'accesso tramite un sottopassaggio con rampe.

## Movimento
Il servizio passeggeri è costituito dai treni della linea S2B (Bologna Centrale - Portomaggiore) del servizio ferroviario metropolitano di Bologna.
I treni sono effettuati da Trenitalia Tper nell'ambito del contratto di servizio stipulato con la regione Emilia-Romagna.
A novembre 2013, l'impianto risultava frequentato da un traffico giornaliero medio di 1032 persone. Il numero di passeggeri in salita/discesa la rendono una delle stazioni principali della linea assieme a quelle di Budrio e Portomaggiore.
A novembre 2018, la stazione risultava frequentata da un traffico giornaliero medio di circa 1 374 persone (693 saliti + 681 discesi).

## Servizi
La stazione dispone di:
- Biglietteria (dal lunedì al sabato)
- Accessibilità per portatori di handicap
- Parcheggio di scambio
- Servizi igienici